# Epilystoides integripennis
Epilystoides integripennis är en skalbaggsart som beskrevs av Stefan von Breuning 1942. Epilystoides integripennis ingår i släktet Epilystoides och familjen långhorningar. Inga underarter finns listade i Catalogue of Life.